# Makedonska republička nogometna liga 1961./62.
Makedonska republička nogometna liga je bila liga trećeg stupnja nogometnog prvenstva Jugoslavije u sezoni 1961./62. 
 Sudjelovalo je 12 klubova, a prvak je bila "Pobeda" iz Prilepa. 

## Ljestvica
| mj. | klub                | ut. | pob. | ner. | por. | gol+ | gol- | bod |
| --- | ------------------- | --- | ---- | ---- | ---- | ---- | ---- | --- |
| 1.  | Pobeda Prilep       | 22  | 14   | 4    | 4    | 70   | 26   | 32  |
| 2.  | Metalec Skoplje     | 22  | 12   | 4    | 6    | 55   | 35   | 28  |
| 3.  | Bregalnica Štip     | 22  | 10   | 4    | 8    | 37   | 35   | 24  |
| 4.  | Pelister Bitolj     | 22  | 10   | 3    | 9    | 41   | 44   | 23  |
| 5.  | Rabotnički Skoplje  | 22  | 8    | 6    | 8    | 31   | 30   | 22  |
| 6.  | Tikveš Kavadarci    | 22  | 8    | 5    | 9    | 33   | 37   | 21  |
| 7.  | Karaorman Struga    | 22  | 8    | 8    | 6    | 37   | 44   | 21  |
| 8.  | Ljuboten Tetovo     | 22  | 9    | 3    | 10   | 33   | 41   | 21  |
| 9.  | Vardar Negotino     | 22  | 7    | 6    | 9    | 52   | 49   | 20  |
| 10. | Ohrid               | 22  | 7    | 6    | 9    | 39   | 43   | 20  |
| 11. | 11 Oktomvri Skoplje | 22  | 6    | 5    | 11   | 38   | 63   | 17  |
| 12. | Osogovo Kočani      | 22  | 6    | 3    | 13   | 23   | 42   | 15  |

## Rezultatska križaljka
| kratica | klub                | 11OK | BRE | KAR | LJUB | MET | OHR | OSO | PEL | POB | RAB | TIK | VAR |
| --- | ------------------- | ---- | --- | --- | ---- | --- | --- | --- | --- | --- | --- | --- | --- |
| 11OK | 11 Oktomvri Skoplje |      |     |     |      |     |     |     |     |     |     |     |     |
| BRE | Bregalnica Štip     |      |     |     |      |     |     |     |     |     |     |     |     |
| KAR | Karaorman Struga    |      |     |     |      |     |     |     |     |     |     |     |     |
| LJUB | Ljuboten Tetovo     |      |     |     |      |     |     |     |     |     |     |     |     |
| MET | Metalec Skoplje     |      |     |     |      |     |     |     |     |     |     |     |     |
| OHR | Ohrid               |      |     |     |      |     |     |     |     |     |     |     |     |
| OSO | Osogovo Kočani      |      |     |     |      |     |     |     |     |     |     |     |     |
| PEL | Pelister Bitolj     |      |     |     |      |     |     |     |     |     |     |     |     |
| POB | Pobeda Prilep       |      |     |     |      |     |     |     |     |     |     |     |     |
| RAB | Rabotnički Skoplje  |      |     |     |      |     |     |     |     |     |     |     |     |
| TIK | Tikveš Kavadarci    |      |     |     |      |     |     |     |     |     |     |     |     |
| VAR | Vardar Negotino     |      |     |     |      |     |     |     |     |     |     |     |     |
| |                     |      |     |     |      |     |     |     |     |     |     |     |     |
| podebljan rezultat - utakmice od 1. do 11. kola (1. utakmica između klubova) rezultat normalne debljine - utakmice od 12. do 22. kola (2. utakmica između klubova) rezultat nakošen - nije vidljiv redoslijed odigravanja međusobnih utakmica iz dostupnih izvora rezultat nakošen i smanjen * - iz dostupnih izvora nije uočljiv domaćin susreta prekrižen rezultat - poništena ili brisana utakmica p - utakmica prekinuta 3:0 p.f. / 0:3 p.f. - rezultat 3:0 bez borbe n.i. - nije igrano |                     |      |     |     |      |     |     |     |     |     |     |     |     |

 Izvori: 

## Unutrašnje poveznice
- Druga savezna liga 1961./62.
- Podsavezna liga Skoplje – I. razred 1961./62.
- Podsavezna liga Tetovo 1961./62.